# ダグラス・バーナヴィル＝クレイ
ダグラス・ウェブスター・セント・アービン・バーナヴィル＝クレイ（Douglas Webster St Aubyn Berneville-Claye, 1917年 - 1975年）は、イギリス出身の軍人。第二次世界大戦中、ナチス・ドイツの協力者となり、武装親衛隊のイギリス自由軍団に所属したことで知られる。生誕名はダグラス・バーナヴィル・クレイ（Douglas Berneville Claye）であった。

## 経歴
1917年、ダグラス・バーナヴィル・クレイはプラムステッドにて生を受けた。父フレデリック・ワインライト・クレイ（Frederick Wainwright Claye）は、イギリス陸軍兵站隊（Royal Army Service Corps, RASC）に勤務する曹長（Staff Sergeant）だった。フレデリックはリーズの労働階級出身で、1919年には第一次世界大戦中のフランス戦線での功績から大英帝国勲章メンバー級（MBE）を受章している。
1932年、ダグラスは地元の学校を卒業し、チェプストウの陸軍技術学校に進学する。その後、技術学校を中退し、両親がリトル・オウズバーンという村で経営していたパブで働き始めた。この頃には父も陸軍を退役していた。1934年、ダグラスはヨークに駐屯する槍騎兵連隊（Lancers）に入隊する。17歳の頃には除隊し、テムズ・ディットン近くの乗馬学校に教官として雇用された。また、彼の最初の結婚も同時期のことであった。婚姻関係は数週間しか続かなかったが、この間に娘を1人もうけている。1936年、ダグラスは妻を捨てて父の故郷リーズに移り、フリージャーナリストとして地元新聞に雇用された。

## 第二次世界大戦
第二次世界大戦が勃発すると、クレイはイギリス空軍に志願した。空軍では航空勤務要員候補に選ばれるものの、最終試験は不合格となっている。1940年4月、当時付き合っていた女性と重婚する為に軍を脱走する。2人目の妻との間には1人の息子がいた。その後、航空機組立工場に職を得て、ホーム・ガードへの入隊を果たしている。
クレイは父から借りた古い軍服に空軍のパイロット記章（Aircrew brevet）を縫い付け、公共の場でもそれを着用して過ごすようになる。ある日、彼はその姿のまま交通事故に巻き込まれ、病院での入院治療を経て士官用療養所に送られた。クレイは療養所内で他の士官の小切手帳を盗み、また警察による捜査の過程でさらに5ポンド10シリングを騙し取っていたことが明らかになった。彼は治安判事（Magistrate）によって裁かれ、窃盗と詐欺に加えて、士官を装った罪に対し7ポンドの罰金が課された。窃盗と詐欺については彼が2年間の拘留と盗んだ金の返還に同意した為、最終的に訴えが取り下げられている。

### イギリス軍
その後、彼は名前をダグラス・ウェブスター・セント・アービン・バーナヴィル＝クレイと改めた。「バーナヴィル」は生誕時に与えられた名であり、「ウェブスター」は父方の祖母の旧姓から取られたものだが、「セント・アービン」（St Aubyn）の由来は不明である。
クレイはウェスト・ヨークシャー連隊に兵卒として入隊した。しかし彼自身が主張するところでは、チャーターハウス・スクール、オックスフォード大学モードリン・カレッジ、ケンブリッジ大学エマニュエル・カレッジでの教育を受け、その結果として士官教育を受けることが認められたという。プスヘリおよび王立陸軍大学での教育を経て、クレイは1941年10月に少尉（Second Lieutenant）に任官した。そしてウェスト・ヨークシャー連隊第11大隊で6ヶ月勤務した後、1942年6月にエジプトへ派遣された。
派遣の数ヶ月後、クレイは小切手詐欺について軍法会議で裁かれる事となった。しかし、彼は法廷弁護士を自称して答弁を行い、自らの無罪判決を勝ち取っている。その後、彼は父から継承したとされる「チャールズワース卿」（Lord Charlesworth）の称号を名乗るようになり、同時期には特殊空挺部隊（SAS)のL中隊に需品係（Quartermaster）として配属されている。ただし、父フレデリックは実際にはこうした継承しうる称号を有してはいなかったとされる。

### 捕虜
1942年12月、クレイはチュニジアへの攻撃に参加するが、その過程でドイツアフリカ軍団の捕虜となった。彼はイタリア本土で尋問を受け、北イタリアの捕虜収容所に送られた。クレイ自身が後に主張するところによれば、彼はこの収容所から繰り返し脱走を試みたという。1943年9月にイタリアが休戦を受け入れると、クレイは他の捕虜と共にドイツのブラウンシュヴァイク近くにあったオフラグ79（第79将校収容所）へと送られた。

### 利敵協力
1944年、オフラグ79収容者の間で内通者の存在が疑われ始め、彼らは最終的にクレイこそが内通者であると判断した。1944年12月、オフラグ79がファリングボステルに移動した後、収容者の将校団が収容所所長に対してクレイを裁くための軍法会議の設置を申し出たが、クレイは身の安全のためにドイツ兵の手で他の収容所へと移された。
クレイのその後の動向については不透明な点が多い。ファリングボステルやハノーファーでは、平服姿でうろつくクレイの姿が捕虜らによって目撃されている。次に彼の姿が確認されたのは、1945年3月初頭になってからだった。SS大尉に扮していたクレイが、テンプリン近くで第3SS装甲軍団の幕僚の1人に任命されたのである。クレイは幕僚として第3装甲軍団司令官フェリックス・シュタイナーSS大将から夕食に誘われた際、自らがコールドストリームガーズの大尉であること、イギリスの貴族（Peerage）たる「チャールズワース卿」の称号を持つことなどを主張し、さらに自分は反共主義者であるから欧州を共産主義から守る戦いに参加したいと語った。シュタイナーはクレイの主張するところを信じていたとされる。
シュタイナーは付近に展開していたイギリス自由軍団（BFC）にクレイを送った。1945年4月19日、SS戦車兵用の黒服にBFCの記章とSS大尉の階級章を付けたクレイがテンプリンのBFC陣地に到着した。彼はBFCの隊員らに対して、自分は伯爵の息子にしてコールドストリームガーズの大尉であり、これから2両の装甲車を用いてロシア人との戦いを指揮すると語った。また、イギリスが近いうちにロシアと開戦するだろうからBFC隊員であることがイギリス本国との間で問題になることはないと保証したという。しかし、BFC隊員らが彼に従うことを拒否した為、クレイは隊員の1人であったアレクサンダー・マキノン（Alexander MacKinnon）を運転手として連れて、自動車を盗み西側へと脱走した。ドイツの制服を脱ぎ捨てた彼は、シュヴェリーンから西に少し離れた場所でイギリス軍空挺隊員らに投降した。
その後、クレイは利敵行為に対する責任追及から逃れようと試みた。クレイはオフラグ79での内通者として働いたという疑惑にも、また彼が武装親衛隊に志願したという証言についても一切の証拠はないと主張した。クレイは自分が自力でオフラグ79から脱走し、SSの制服は潜伏を目的にドイツ人女性から入手したのだと主張した。また、BFC隊員らの証言については信憑性が薄いとして法廷では扱われなかった。

## 戦後
クレイは罪に問われぬままイギリス本土に送り返され、一時的に陸軍大尉の肩書が与えられ、ヨークシャーの捕虜収容所で副官に任命された。その後、受章記録のない殊功勲章（DSO）の略綬を着用していた為にまたも軍法会議で裁かれ、少尉（Second Lieutenant）への降格および先任権（seniority）の剥奪が言い渡された。また、女子国防軍（ATS, TAの女性部門）所属の運転手と「不適切な関係」にあったことが明らかなり（養子の息子が1人いた）、これについても別の軍法会議で裁かれた。最終的に陸軍財産の窃盗について、不名誉除隊（Cashiered）および投獄の処分が下された。この頃には過去の重婚も明らかになっていたが、彼は再再婚を決めた。3人目の妻との間には1人の息子があった。
釈放後しばらくのクレイの足取りは不明である。1950年にある殺人事件の弁護側証人として呼び出された記録がある。1950年代末、ヘメル・ヘムステッドにてランク・ゼロックスの管理職たる地位に付く。この頃、彼は元近衛連隊将校を名乗り、猟犬を飼い、村議会で議長を務め、リメンブランス・デーには勲章を付けてパレードに参加していたと伝えられている。その後、彼はまたも家族を捨て、同僚の妻と共に駆け落ちを図った。彼女との間にも息子が1人あった。しかし、この後すぐに妻の元へ戻り、一家はオーストラリアに移住した。この妻との間には、最終的に4人の子供があった。
オーストラリアではラジオのアナウンサーとして働いた後、ニューサウスウェールズ州キャンベルタウンのセント・グレゴリー・カレッジにて教員としての職を得た。1975年、ガンにより死去。セント・グレゴリー・カレッジには、2008年までディベートや演説に関する褒賞である「ダグラス・バーナヴィル＝クレイ記念賞（Douglas Berneville-Claye Memorial Trophy）」の制度があった。

## 大衆文化
ジャック・ヒギンズの小説『鷲は舞い降りた』には、クレイをモデルとしたハーヴィ・プレストン少尉というキャラクターが登場する。プレストンはBFC所属の将校で、ウィンストン・チャーチル英首相の誘拐という特命を帯びた降下猟兵部隊に参加することとなる。